# Philai
Philai (görög betűkkel: Φιλαί; latinosan: Philae; óegyiptomi eredeti nevén Lak, majd Ai-Lak vagy Pi-Lak) a Nílus egyik apró szigetén álló ókori templomegyüttes Egyiptom és Alsó-Núbia határán. A szigeten található az ókori Egyiptom egyik legnagyobb és a kései ókorban legjelentősebb Ízisz-szentélye.
A szigetet a britek által épített régi Asszuáni-gát, illetve annak kétszeri megemelése miatt fokozatosan elárasztotta a kialakuló víztározó, ezért a 20. század első felében évtizedeken keresztül vízben állt. Az új, nagyobb gát feljebb létesült, az tehát nem okozott további elárasztást. A sziget épületegyüttesének megmentésére mégis csak ekkor került sor, amikor az új, nagyobb gát miatt széles körű nemzetközi együttműködéssel számos, újonnan elárasztással fenyegetett templomot és más műemléket telepítettek át.
Az 1960-as években a már régóta elöntött épületeket darabokra bontották, és 1977–1980 között a magasabban fekvő Agilka-szigeten újra fölépítették.

## A sziget és környéke

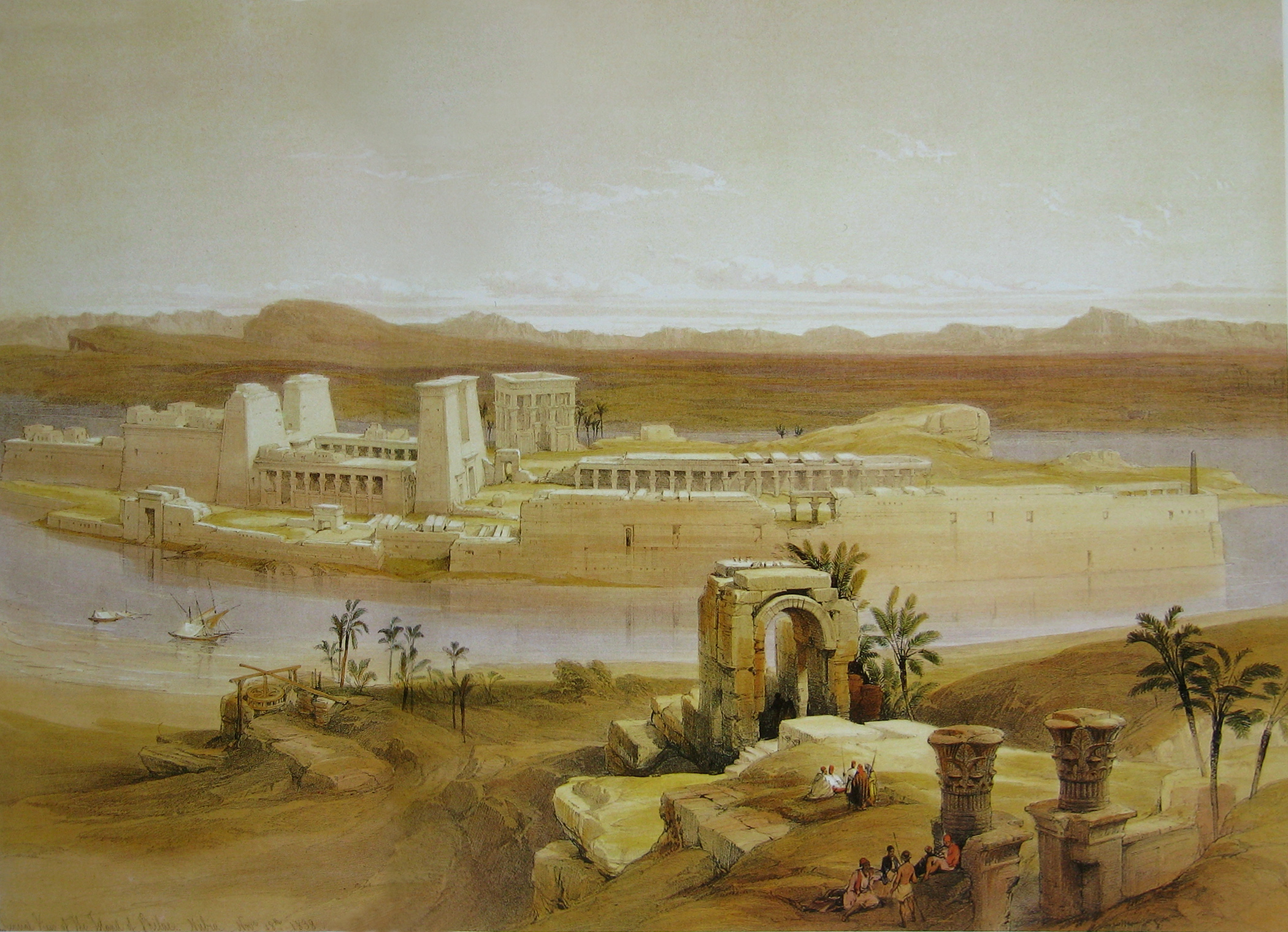
Philai szentélyei Biggeh szigetéről nézve (David Roberts festménye)

Philai a Nílus első kataraktája mögött, Egyiptom déli határán található. A szigettől nyugatra feküdt Ozirisz szent szigete, Biggeh (Biga), amely egyike volt annak a 16 helynek, ahova a legenda szerint a szétszabdalt isten egyik testrésze sodródott. Ez a sziget volt az Abaton (ógörög αβατος/abatosz - elérhetetlen szóból), amelyre tilos volt papokon kívül bárkinek belépni. Az itt fekvő titkos föld alatti barlangot tekintették a Nílus forrásának, amelynek megfelelő méretű megtermékenyítő áradása létfontosságú volt Egyiptom számára.
Ezzel a ősi kultuszhellyel szemben fekvő szigeten, Philaén épült meg az i. e. 6. században Ozirisz párja, Ízisz istennő temploma. Ízisz szobra rendszeresen ellátogatott férje szentélyébe. Ízisz szigete fontos zarándokhellyé vált az évek során, ahol a látogatók számos feliraton örökítették meg hódolatukat.

## Története
A vízeséseknél valamivel följebb fekszik Philai, az etiópok és a egyiptomiak közös lakóhelye; úgy van építve, mint Elephantiné, hasonló méretű és egyiptomi templomok vannak rajta.

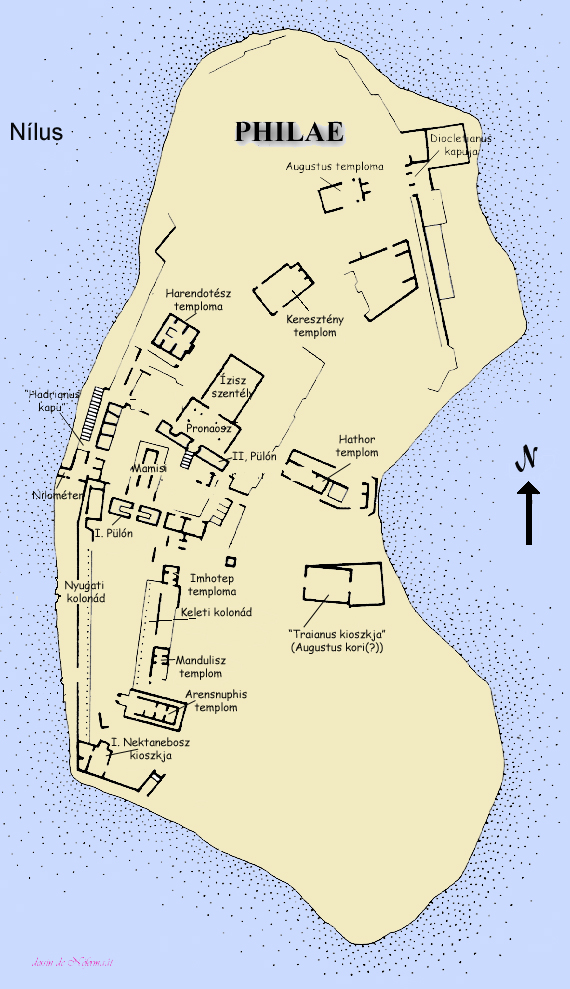

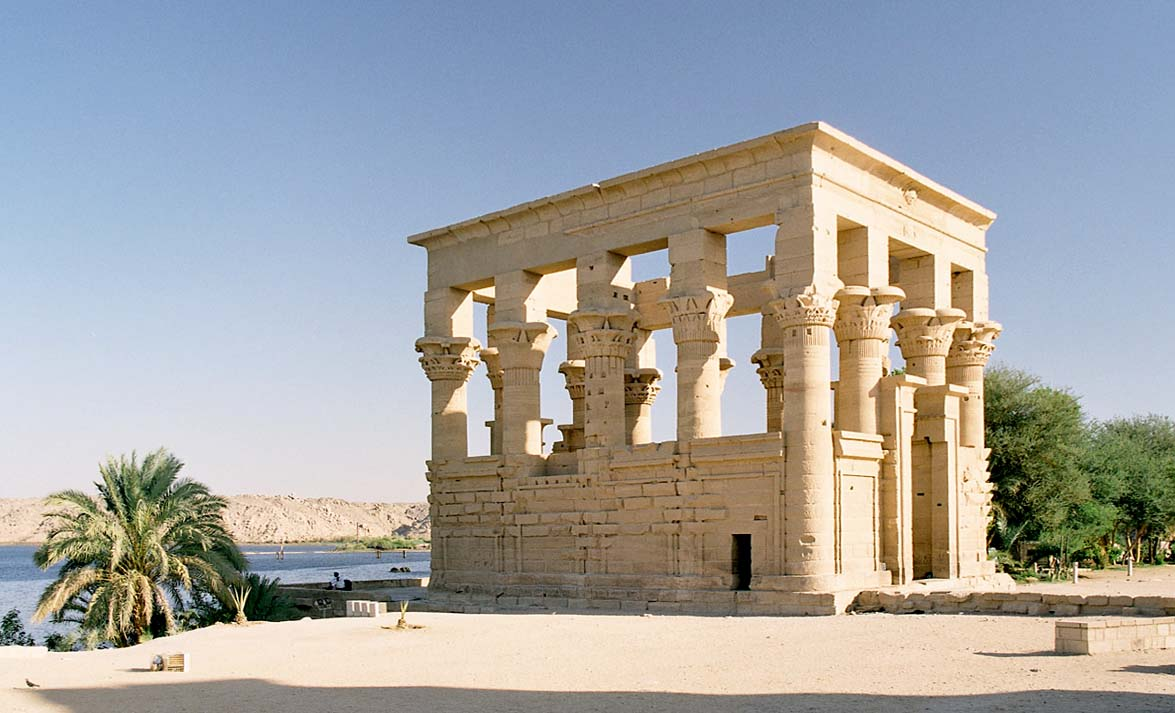
A "Traianus kioszk"

A Philai szigetén álló templomok az óegyiptomi templomépítészet viszonylag késői alkotásai. A legkorábbi datálható emlék a XXVI. dinasztia idejéből, II. Pszammetik fáraó uralkodása korából (i. e. 595–589) származó kioszk, amelynek építése valószínűleg az uralkodónak a núbiai Kusita Királyság elleni hadjáratával áll összefüggésben. A legkorábbi ismert Ízisz-templomot a szigeten II. Jahmesz (i. e. 570–526) építtette. Ezen épület maradványai a II. pülón és a pronaosz alatt találhatóak. Ízisz nagytemplomának monumentális szentélye és kapuja Nahtnebef uralkodása alatt épült.
A templomegyüttes nagyszabású kiépítése a Ptolemaiosz-kor középső időszakára tehető, amikor is a hellenisztikus királyság uralkodóinak figyelme dél felé, Núbia irányába fordult. IV. Ptolemaiosz templomot emelt itt a núbiai, harcos Anhur isten számára. V. Ptolemaiosz korában indult meg, és a felső-egyiptomi lázadás leverése után VI. Ptolemaiosz korában tovább folytatódott a templom két monumentális pülónjának, pronaoszának megépítése, valamint további szentélyek épültek Hathor és Imhotep számára.
A későbbi Ptolemaiszok további kisebb építményekkel díszítették a kultuszhelyet.
Egyiptom római meghódítása után Augustus császár idején, Alsó-Núbában folytatott háború, majd a békekötés és az ott kialakított ütköző zóna, a Dodekaszkhoinosz létrehozása után Philai szerepe még jelentősebbé vált. Ez a templomközpont lett Felső-Egyiptom és a Meroitikus Királyság egyik legfontosabb közös kultuszhelyévé, ahová mind északról, mind a távoli délről – így Meroéból – rendszeresen érkeztek zarándokok. Ízisz kultuszszobra bárkán évente rendszeresen felkereste a Dodekaszkhoinosz templomait, amely a határvidék egyik legfontosabb kultikus eseménye volt, és komoly politikai jelentőséggel is bírt. A templom monumentális előudvara és kolonádja ebben a korban épült. Valószínűleg szintén Augustus uralkodására tehető a Traianus kioszkjának nevezett hatalmas kultuszhely építése, ahol a templomból kijövő istenség bárkája megállhatott.
A kereszténnyé váló Római Birodalomban Philai szentélye politikai fontossága miatt a kései antikvitás koráig fennmaradt, és Ízisz istennő szentélye egészen a I. Justinianus bizánci császár koráig (Kr. u. 527 - 565) működött.
Ezután a templomot a kopt keresztények Szent István vértanúról elnevezett templomként szentelték fel.

## A sziget templomai

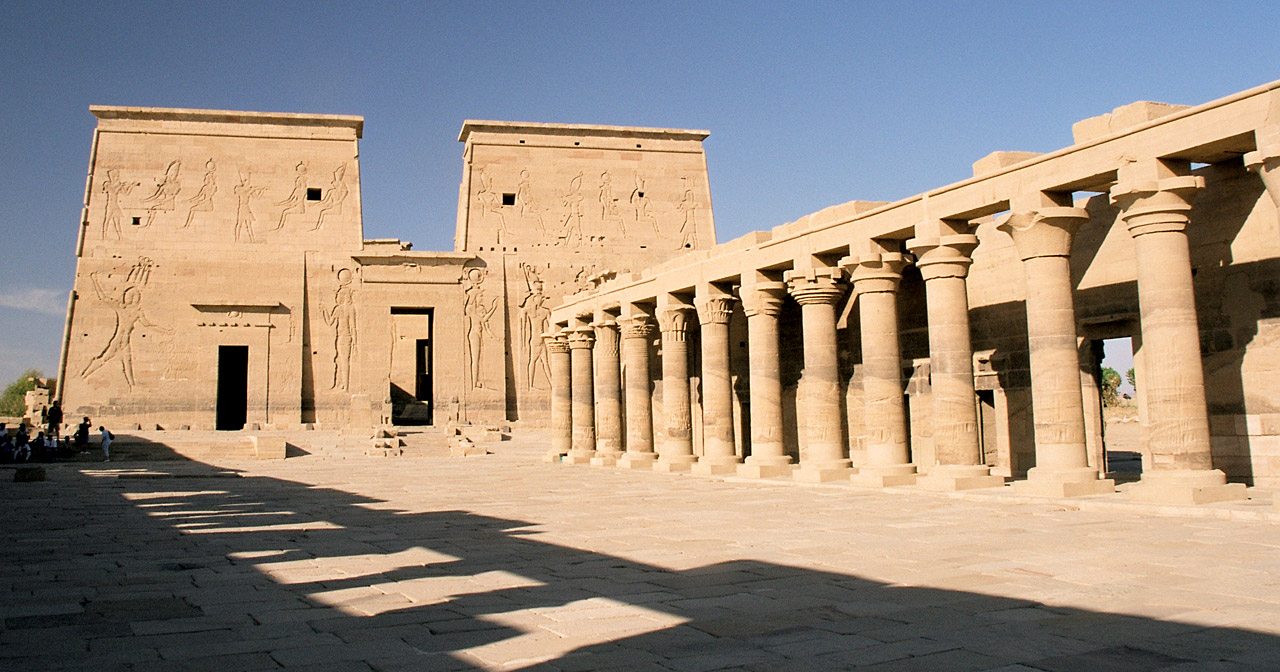
Az első udvar dél felől, háttérben az I. pülónnal

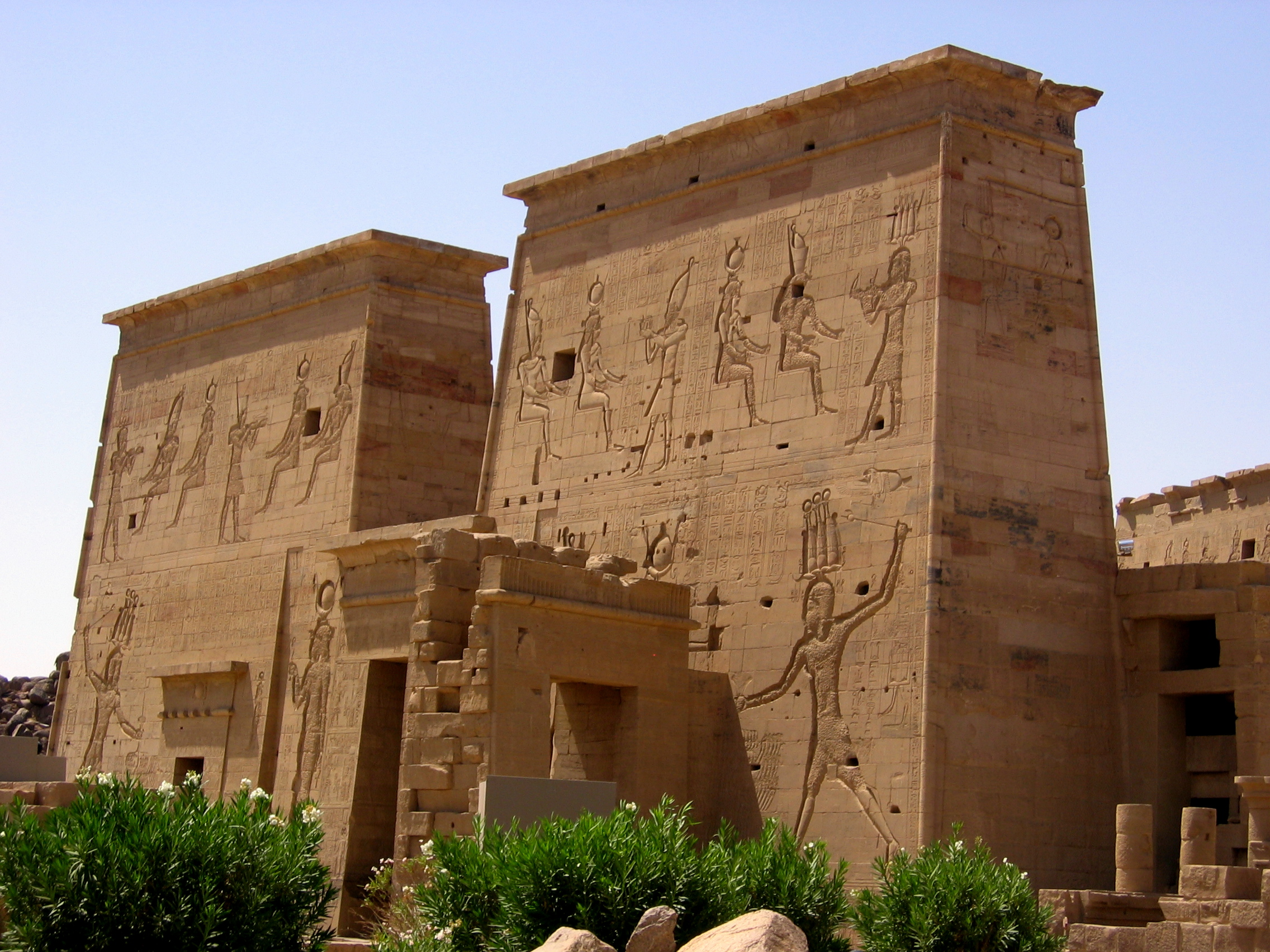
Az I. pülón

Philaira a zarándokok több irányból léphettek. A szigetre a látogatók ma többnyire a déli lépcsősoron keresztül érkeznek, ahonnan a két irányból kolonáddal körbefogott előudvarra lépnek. Ennek déli oldalán áll I. Nektanebosz kioszkja, amelyet valószínűleg XII. Ptolemaiosz (Kr. e. 80–58; 55–51) korában helyeztek át eredeti helyéről és építettek föl itt újra.
A keleti kolonád mögött több kisebb szentély áll, ezek közül a legnagyobb a núbiai Irihemesznefer isten temploma, de megtalálható itt egy másik déli istenség Mandulisz és a gyógyító Imhotep kápolnája is.
Ízisz templomába a hatalmas I. pülónon keresztül lehet belépni, amelynek reliefjein V. Ptolemaiosz mutat be áldozatot az isteneknek és lesújt ellenségeire. A templom többször átépített első udvarán áll a születés háza, a mammiszi.

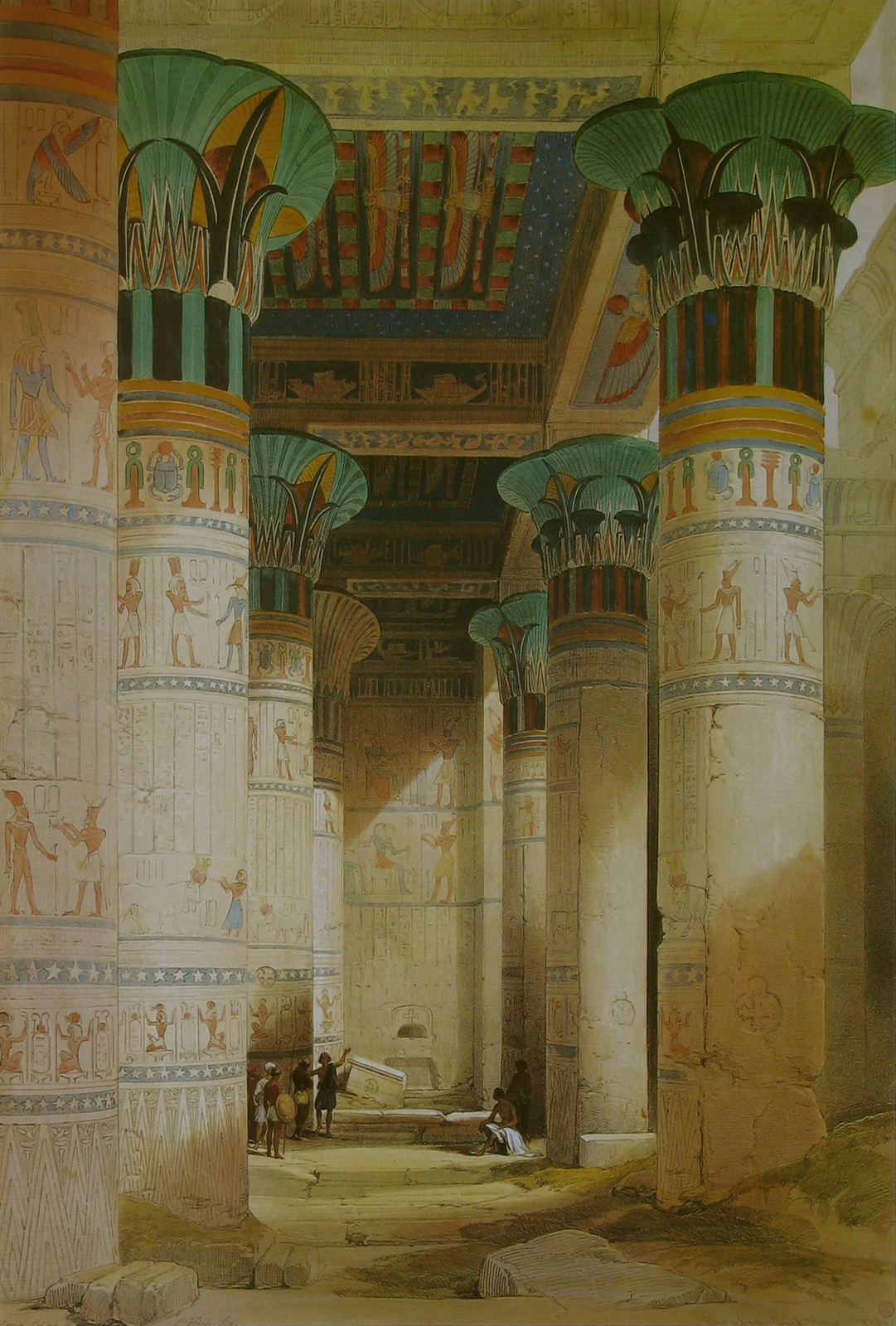
A II. pülón mögötti pronaosz és az apró udvar

A II. pülón kapujához rövid lépcsősor vezet fel. A pülón mögötti terem valószínűleg a sziget formájából adódó helyhiány miatt egyesíti magában a Ptolemaiosz-kori templomok második udvarát és pronaoszát. A pronaosz mögött a Nagy Istennő szentélyének belső helyiségei következnek. A keleti szárnyban állt az újévi ünnepségek számára kialakított nyitott udvaros apró szentély, a Wabet. A nyugati oldalon belső lépcső vezetett fel a templom tetejére. Ízisz kultuszszobra a főtengelyen a leghátsó teremben állhatott. A belső helyiségek falát ma számos kereszt és egyéb kopt szimbólum borítja, ami egy alapító felirat mellett arról tanúskodik, hogy a pogány szentélyt később keresztény templomként használták.
A főszentélytől keletre Hathor istennő temploma, nyugatra Harendótész temploma található.
A sziget hátsó, északi részén Augustus császár korában egy kis római stílusú prosztülosz (első oszlopsorral ellátott) templom épült. A templom kelet felé egy apró móló felé fordul, amelynek feljáratát Diocletianus császár korában egy díszkapuval látták el. Ez a díszkapu abba a irányba nézett, ahol a Késő császárkorban a Nílus másik partján az Egyiptom provincia déli határát őrző legiotábor állt.

## A templomok áttelepítése
A Níluson épülő első Asszuáni-gát megépülésével (1902) majd kétszeres megnagyobbításával (1907–1912 és 1929–1934) a sziget az év jelentős részében víz alá került. Bár a kőtemplomok megmaradtak, a reliefek és a festett falfelületek jelentősen sérültek ezekben az években, a szigeten lévő többi településmaradványt pedig teljesen elborította a folyami hordalék. Az UNESCO által koordinált Nagy Núbiai Mentőakció részeként a legfontosabb épületek szétbontásáról és új helyen való felépítéséről döntöttek. A hatalmas feladat 1977 és 1980 között valósult meg, amikor a templommaradványokat a mintegy 500 méterre északnyugatra fekvő, magasabb Agilka szigetére költöztették át. A sziget többi régészeti emléke, a templomok körüli város még megmaradt maradványai és számos vályogtégla épület örökre elmerült.
é. sz. 24° 01′ 18″, k. h. 32° 53′ 19″24.021667°N 32.888611°E

## További fotók

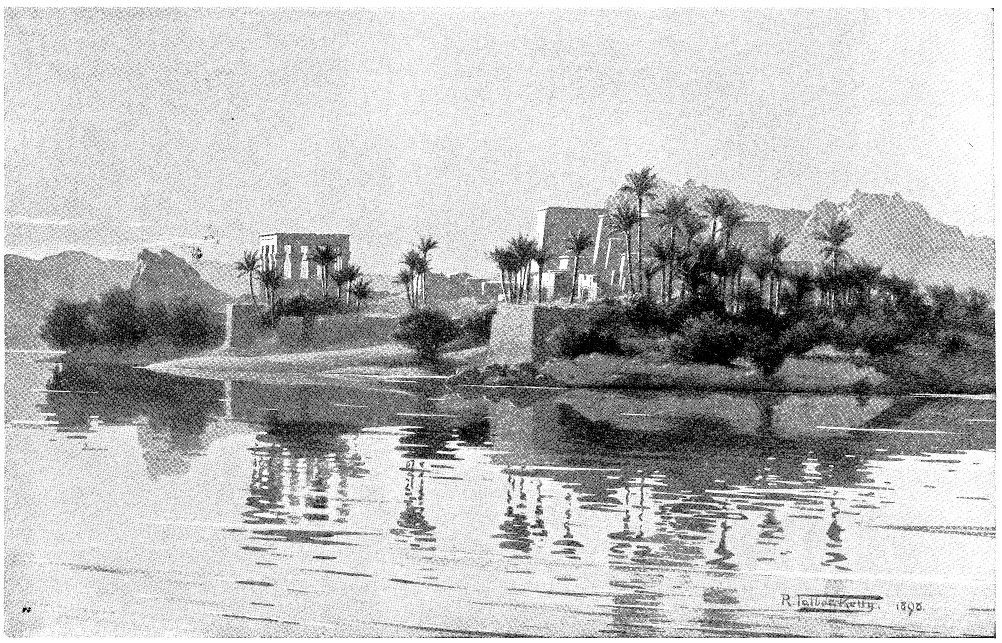
Philai az 1890-es években
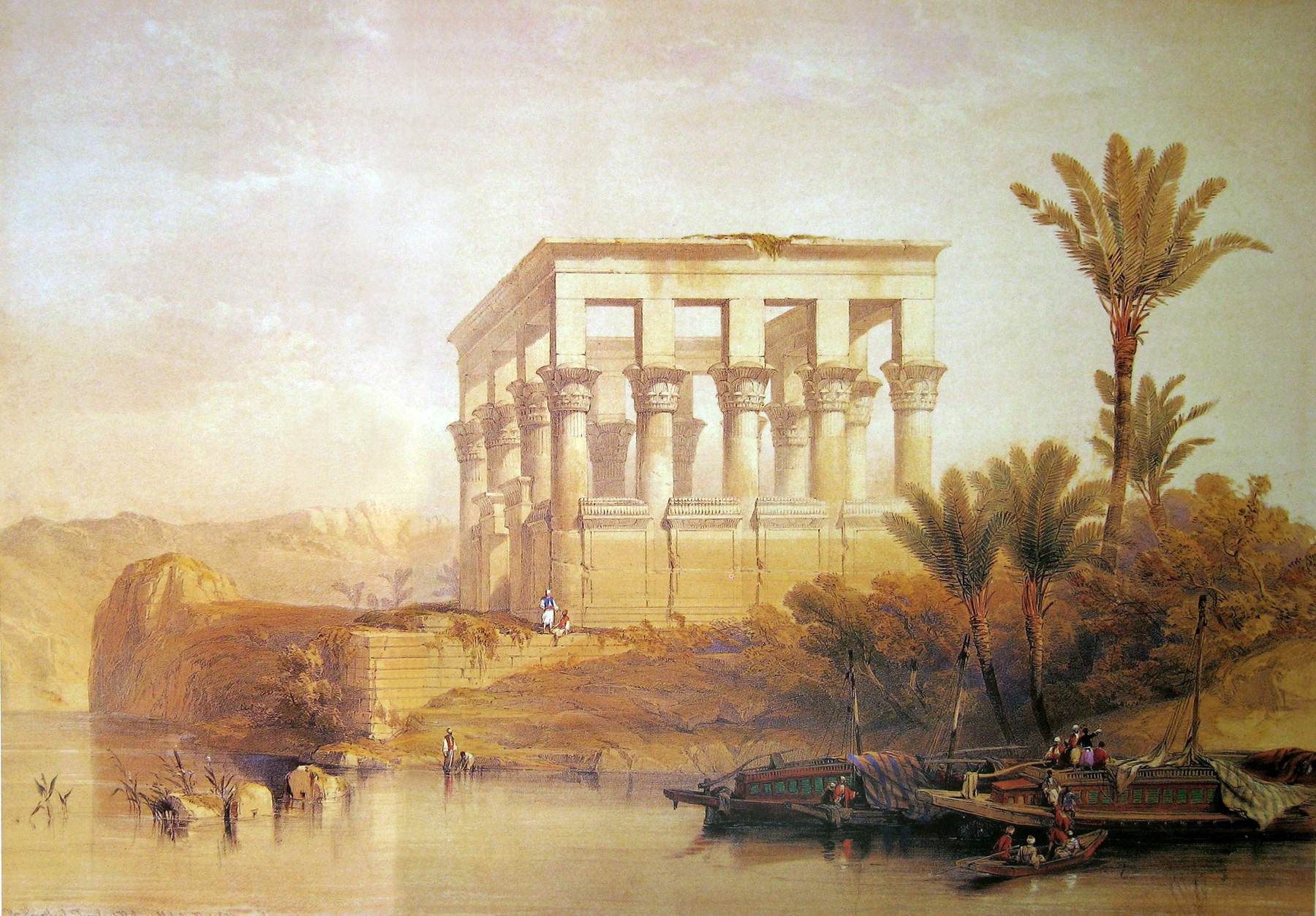
A Traianus-kioszk David Roberts festményén
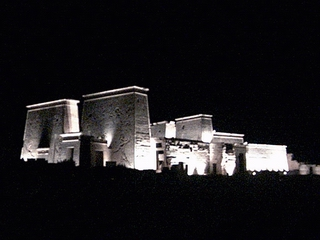
Az Ízisz templom éjszaka
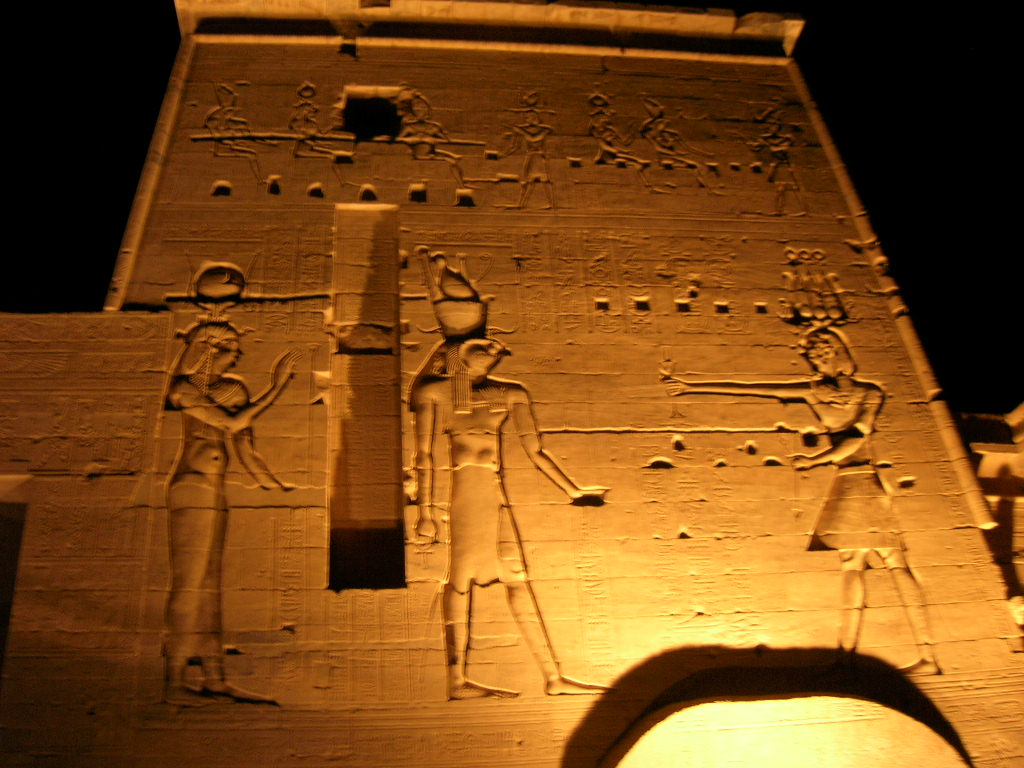
Az első pülón reliefjei
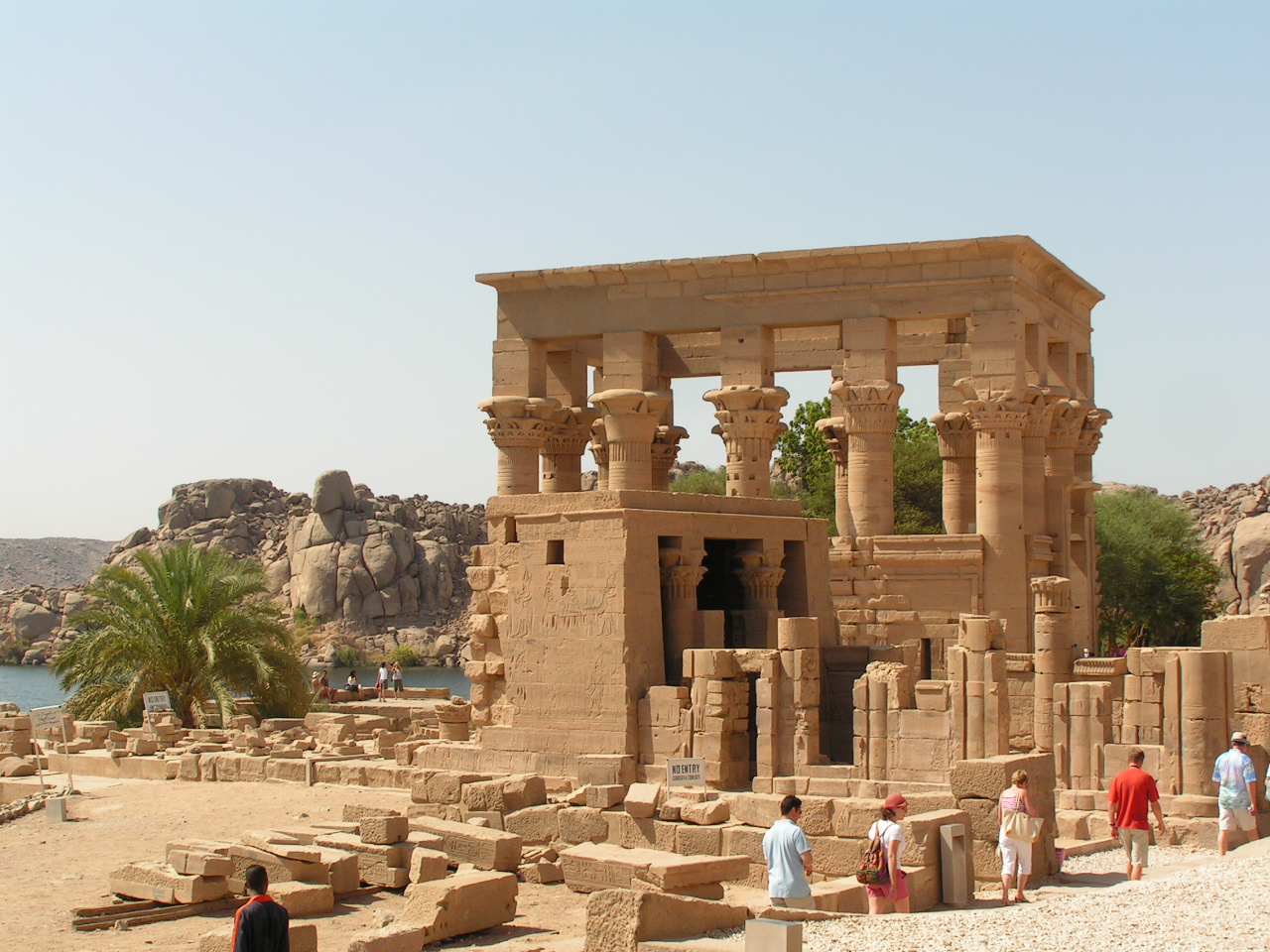
A Traianus-kioszk, előtérben Hathor templomának romjaival
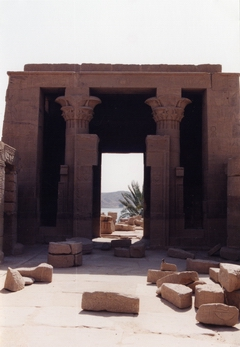
A Hathor templom részlete
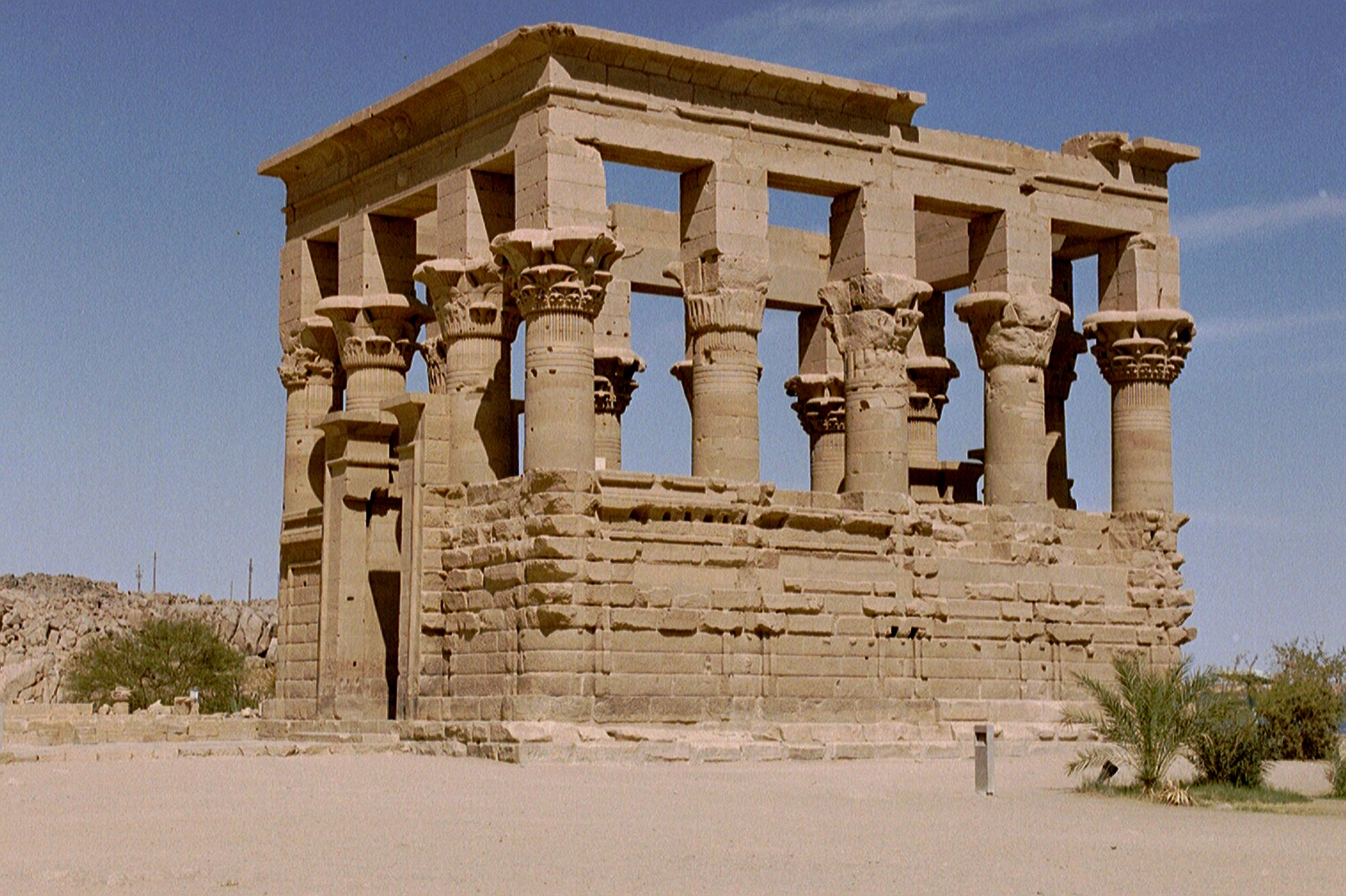
A Traianus-kioszk délnyugatról
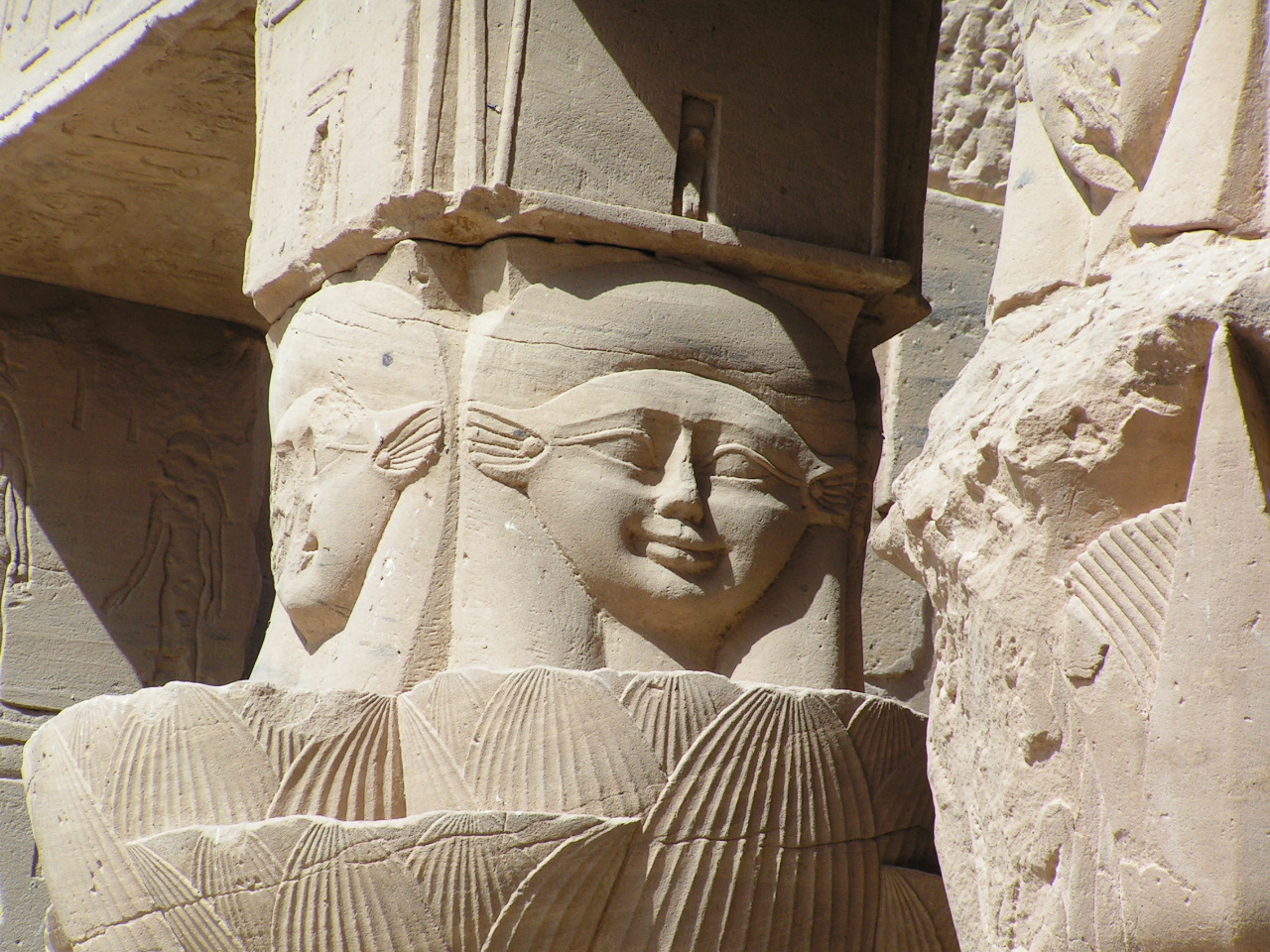
Hathor fejes oszlopfők a Mammisziben
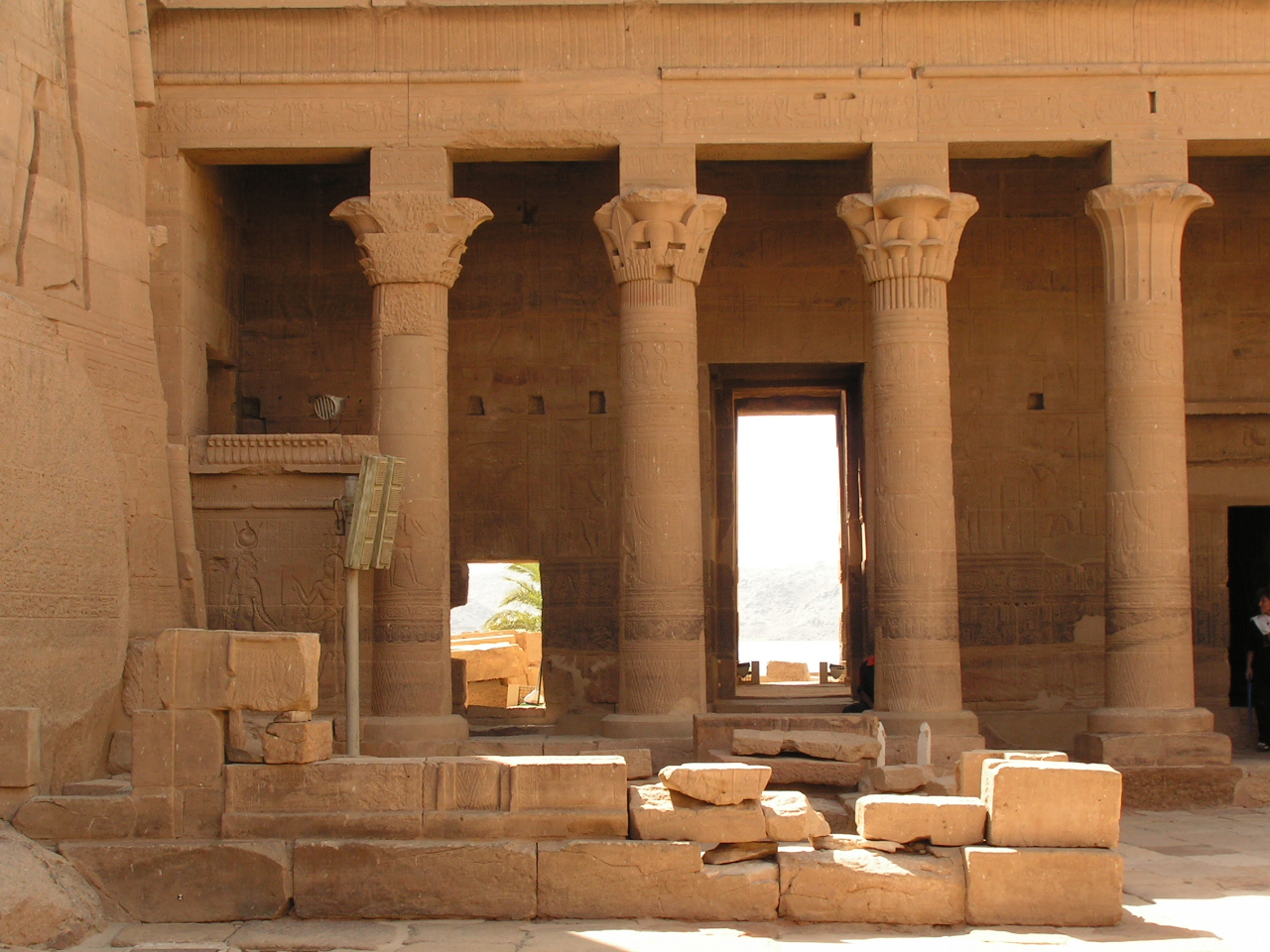
Az udvar keleti oszlopsora
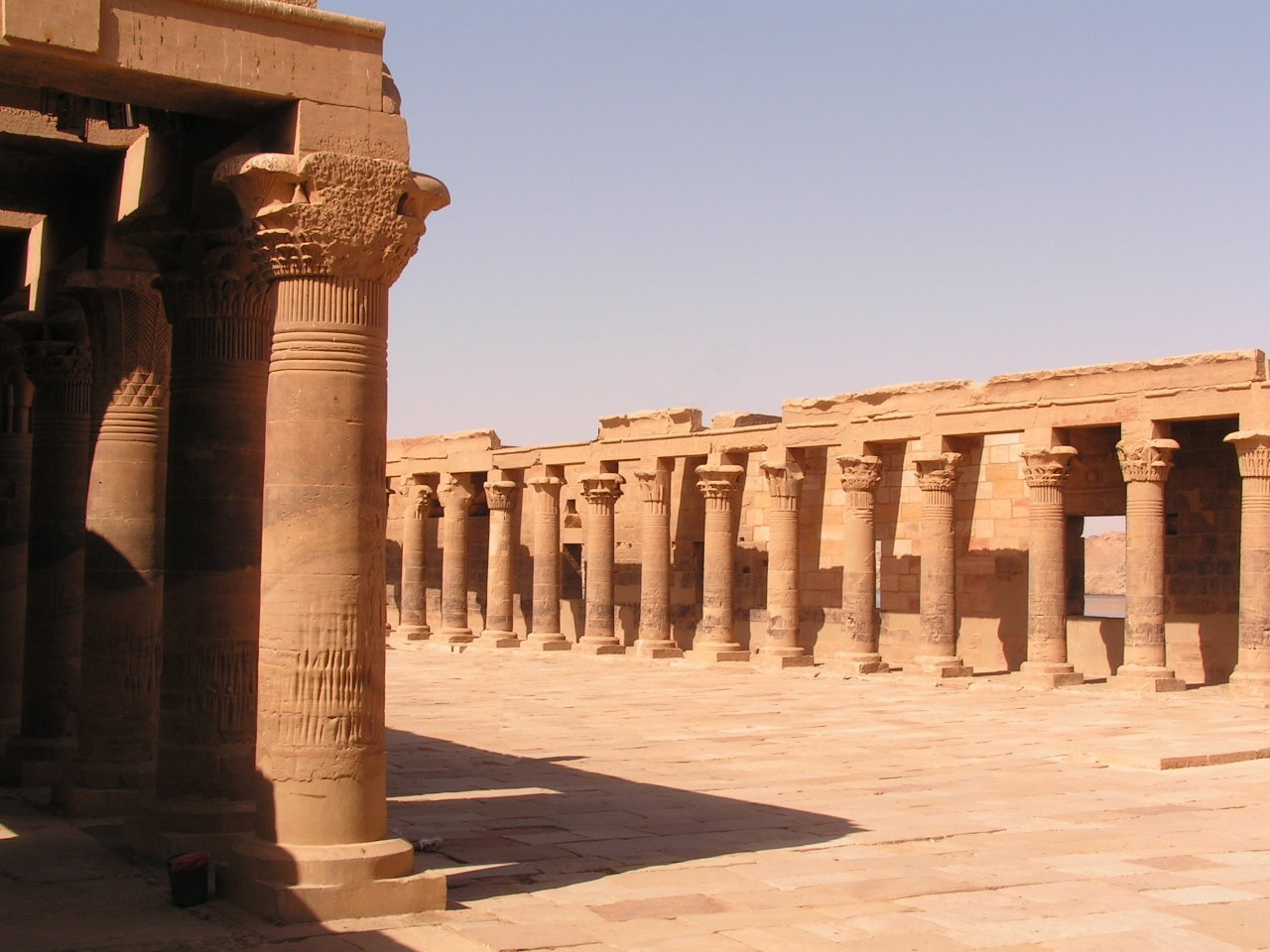
Az előudvar nyugati kolonádja
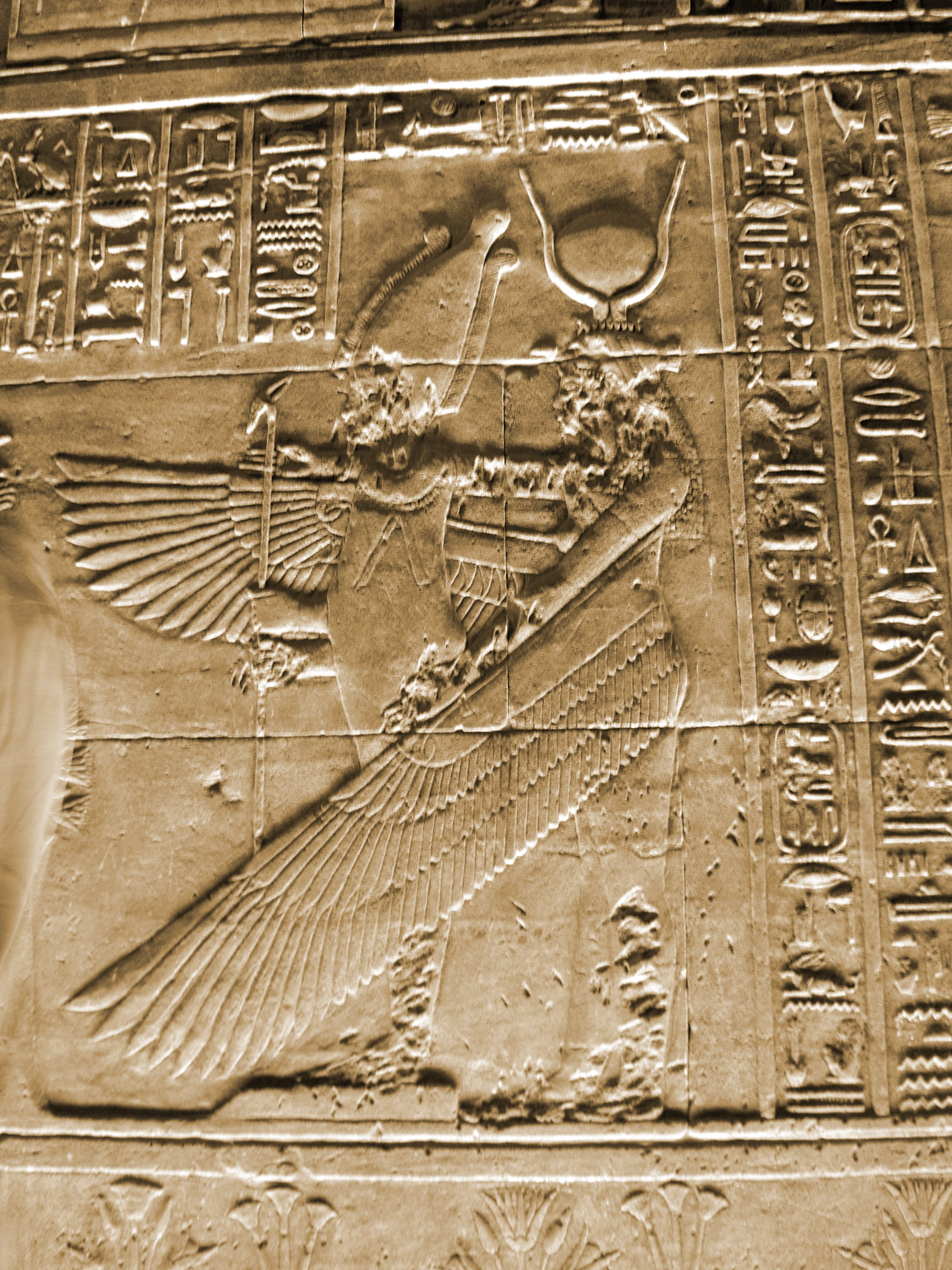
Ízisz és Ozirisz a templom reliefjén
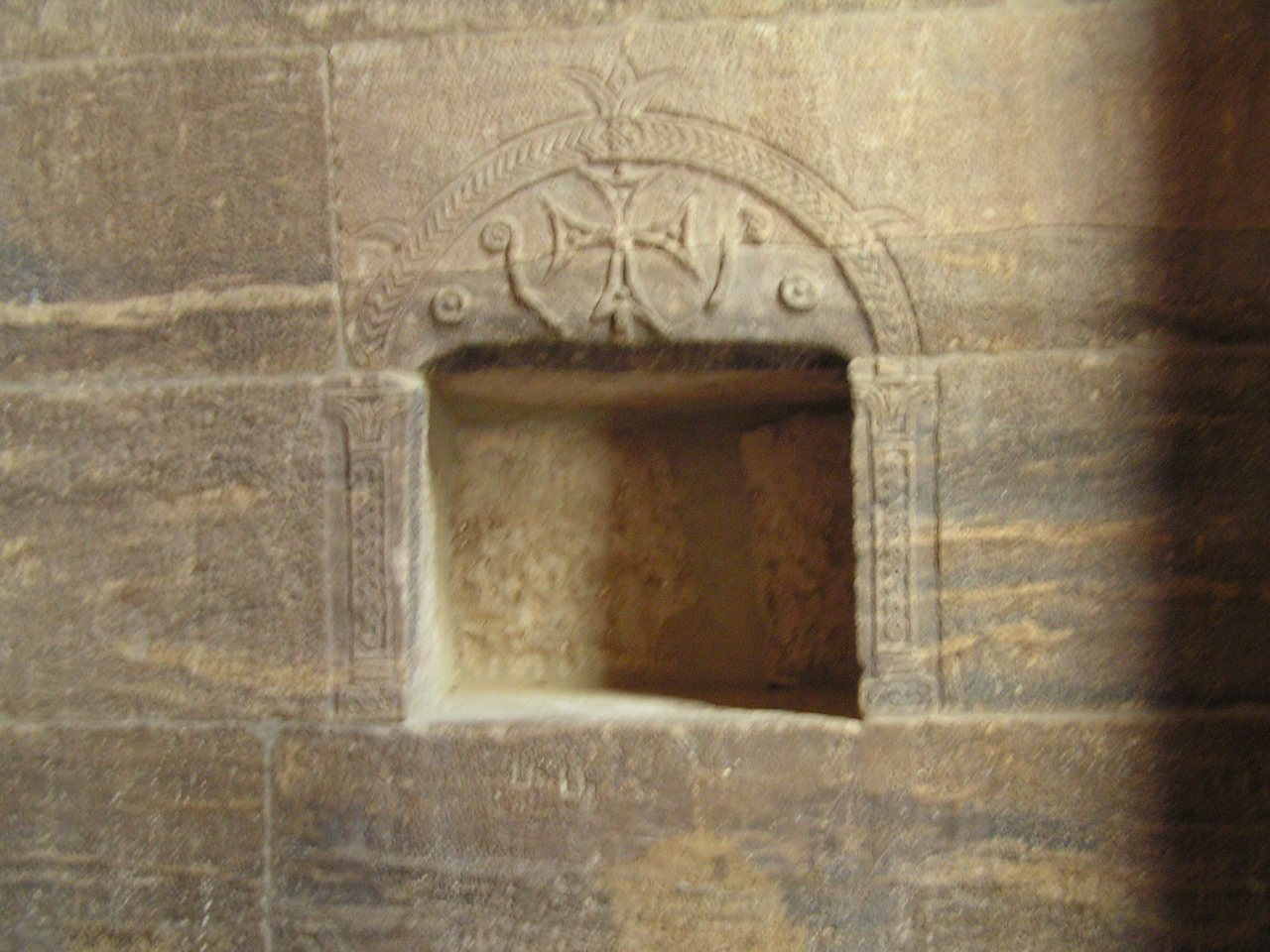
Keresztény vésetek a templom falán